# Клеодора
Клеодора (др.-греч. Κλεοδώρα) — в древнегреческой мифологии нимфа, мать героя Парнаса, эпонима одноимённой горы и изобретателя гадания по полёту птиц. Отцом Парнаса был бог морей Посейдон или смертный Клеопомп (Κλεόπομπος).
Клеодора являлась одной из корикийских нимф, способной предугадывать будущее, бросая камни. Жила в Корикийской пещере на западном склоне горы Парнас близ Дельф.
Имя Клеодора означает «Славный дар» от κλέος — слава и δῶρον — дар.